# Ouazélé
Ne doit pas être confondu avec Wazélé.
Ouazélé (également orthographié Wazellé, Wazelé, Ouazellé ou Ouazéllé) est un village situé dans le département de Sabcé de la province du Bam dans la région du Centre-Nord au Burkina Faso.

## Géographie

### Localisation
Le village de Ouazélé est situé dans le département de Sabcé dans sa partie ouest. Le village est limité à : 
- ouest : commune rurale de Roko
- est : par la commune de Sabcé
- nord : par le village de Roghin
- nord-ouest : par le village de Rounou
- sud : par le village de Goungla.

                                                                     
Le village est limité dans ses parties nord et nord-est par des chaines de collines. C’est un relief haut, accidenté dans son ensemble et traversé par plusieurs vallées et de petits cours d’eau.
La distance du village par rapport au chef-lieu de la commune de Sabcé est de 6 km et de 25 km par rapport à Kongoussi. L’accès au village de Ouazélé à partir de Ouagadougou se fait principalement par la route nationale No 22 jusqu’au PK 85 à Sabcé ou on emprunte à gauche la route départementale No 74 (Sabcé-Tikaré) sur une distance d’environ 6 km. Ensuite on emprunte un sentier à gauche sur environ 1 km.  Ouazélé compte six quartiers que sont Nakombgo, Pousghin, Zang-yiri, Yembrao-yiri, Sambin et Ragueng-yiri.

### Géologie et relief

#### Relief
Le village est situé dans un bassin versant d’une chaine de collines qui occupent les parties nord et nord-est du village. C’est un relief haut, accidenté dans son ensemble et traversé par plusieurs vallées et petits cours d’eau.

#### Sols
Deux classes de sols ont été identifiées à savoir :
- La classe des sols peu évolués : sous-groupe de sol peu évolué d’apport alluvial hydromorphe. Cette unité occupe une superficie de 11,16 ha.
- La classe des ferrugineux : sous-groupe de sol ferrugineux tropical lessivé à taches et concrétions. Cette unité occupe une superficie de 9,40 ha[2].

Une évaluation des sols a montré que l’unité de sol peu évolué d’apport alluvial hydromorphe présente une aptitude culturale et est apte pour les cultures maraichères, marginalement apte pour le maïs et le mil en culture pluviale. L’unité des sols ferrugineux tropicaux lessivés à taches et concrétion est moyennement apte pour toutes les cultures à l’exception de la culture du petit mil pour lequel elle est marginalement apte et du riz pour lequel elle est inapte.

### Climat
Le village appartient au régime tropical soudano-sahélien. Ce climat se traduit par l'alternance de deux saisons: une saison sèche de huit mois comprise entre octobre et mai ; une saison pluvieuse de quatre mois allant de juin à septembre. La pluviométrie varie entre 500 et 800 mm d’eau par an. Cette pluviométrique affecte négativement les récoltes, le couvert végétal et la disponibilité des eaux de surface,.

### Hydrologie
On enregistre des cours d’eau au niveau du village. Ces cours d’eau, principalement alimentés par les précipitations, tarissent en saison sèche. La zone de  Ouazélé est caractérisée par la forte densité de son réseau hydrique liée surtout à la géomorphologie du terrain qui est dominée par des chaines de collines et aux sols fortement sensibles à l’érosion hydrique. Le village dispose d’un principal cours d’eau qui s’écoule du nord vers le sud. Ce bassin versant a fait l’objet d’une étude en vue de la réalisation d’un micro-barrage et d’aménagement d’un périmètre irrigué pour le village. 

### Végétation et faune

#### Végétation
La végétation est de type arbustif avec un tapis herbacé peu épais sur la majeure partie du village. Les concentrations végétales se retrouvent dans les vallées et lits de cours d’eau. Le couvert végétal est fortement dégradé à cause de la coupe anarchique du bois aux fins d’usage domestique, mais également de la sécheresse qui s’installe de plus en plus au fil des années. La végétation originelle est de type savane arborée.  Les formations végétales naturelles encore présentes sont les reliques de fortes galeries le long des cours d’eau, les savanes et les steppes,. Les espèces présentent sont : 
| Nom scientifique        | Nom en français                 | Nom en mooré | Utilisation                                                                                             |
| ----------------------- | ------------------------------- | ------------ | --- |
| Adansonia digitata      | Baobab africain                 | Toeega       | - alimentation humaine (fruits et feuilles) - artisanat (racines) - pharmacopée                         |
| Balanites aegyptiaca    | Dattier du désert               | Kieglga      | - alimentation humaine (fruits et feuilles) - fourrage (feuilles) - bois d'œuvre - pharmacopée          |
| Acacia nilotica         | Gommier rouge                   | Pengendga    | - artisanat (teinture) - fourrage - bois de chauffe - pharmacopée                                       |
| Piliostigma reticulatum | Piliostigma, Bauhinia, Semelier | Bagandé      | - alimentation humaine (feuilles) - fourrage (feuilles et fruits) - bois d'œuvre (fibres) - pharmacopée |
| Tamarindus indica       | Tamarinier                      | Pusga        | - alimentation (fruits et feuilles) - bois de chauffe - pharmacopée                                     |
| Vitellaria paradoxa     | Karité                          | Taâga        | - alimentation humaine (fruits) - fourrage (fruits) - bois de chauffe - bois d'œuvre - pharmacopée      |

#### Faune
Au regard du climat semi désertique, le village ne regorge que de petits gibiers tels que les lièvres, les singes, les perdrix, les pintades, le chat sauvage, les oiseaux et différents reptiles. La raréfaction des animaux sauvages dans la zone, selon les villageois, est due en grande partie à la diminution du couvert végétal et à la pression de l’homme (braconnage).

## Politique et administration
Les habitants de  Ouazélé viennent de l’actuelle province d’Oubritenga, précisément de  Ouazélé de Zitengmalga. La migration au Bam est due à un conflit de chefferie. La famille qui n’a pas eu la chefferie s’est enfuie au Bam et Naba Koabga roi de Rissiam l’a installée à Timblogo. Mais du fait de manque de terres arables dans cette zone, la famille s’y est installée définitivement à l’ouest qui est l’actuel  Ouazélé.  Ouazélé veut dire en langue mooré «  Viens te réjouir ». Depuis sa création il y a 160 ans,  Ouazélé a connu quatre chefs traditionnels dont le premier s’appelait Rimlaguemdo, suivi de Naba Bouli, Naba Guigma et l’actuel Naba Koom qui est arrivé au trône en Décembre 2011. C’est le chef qui s’occupe de la gestion du pouvoir et il y a un notable responsable des questions liées au foncier. La population de  Ouazélé est uniquement composée de mossi. 
Les religions existantes par ordre d’importance sont, les musulmans (60 %), les catholiques (25 %), les animistes (10 %) et les protestants (5 %). Sur le plan administratif, c’est le Conseil Villageois de Développement (CVD) qui joue le rôle d’interface entre les communautés et les partenaires. Il est chargé de coordonner et de mettre en œuvre toutes les actions de développement.

## Population et société

### Données démographiques
Les derniers chiffres officiels ont enregistré une population de 547 habitants pour  Ouazélé en 2006.
Le village compte 734 personnes dont 411 femmes et 323 hommes en 2016. Les enfants dont l’âge est compris entre zéro et dix huit ans sont au nombre de 187. La population jeune du village migre vers les sites d’or pour un mieux-être et cette migration est saisonnière. Les migrations vers les villes du pays et l’extérieur du pays sont de longues durées.

### Organisation coutumière et sociale
C’est le chef de village qui s’occupe de la gestion du pouvoir et il y a un notable responsable des questions liées au foncier. La question foncière tient une place importante dans cette localité ou les superficies cultivables sont réduites. L’accès à la terre tient à trois alternatives :
- Pour un autochtone, l’accès à la terre est un droit de famille ou de lignage
- Pour un demandeur de terre, résident du terroir, l’accord peut être conclu préalablement avec le propriétaire terrien auprès duquel la demande est adressée avant d’informer le chef du village si le donateur le juge nécessaire.
- Pour un demandeur étranger au terroir, sa demande doit être d’abord portée auprès du chef du village qui à son tour recueille les avis des notables avant de donner une réponse finale à la requête[2].

### Services sociaux

#### Éducation

Vue d'ensemble de l'école primaire de Ouazélé.

Le village dispose d’une école primaire à 4 classes, 4 logements enseignants, d’une bibliothèque, d’une cantine, d’un forage, et d’un bloc de latrines,. Selon les normes nationales en matière de construction, il est indiqué une école à 3 classes pour 500 habitants. De ce fait le niveau d’équipement est acceptable.
| Classe | Genre             | Effectif |
| ------ | ----------------- | -------- |
| CP1    | Garçons           | 23       |
| CP1    | Filles            | 14       |
| CP2    | Garçons           | 19       |
| CP2    | Filles            | 16       |
| CE1    | Garçons           | 28       |
| CE1    | Filles            | 39       |
| CE2    | Garçons           | -        |
| CE2    | Filles            | -        |
| CM1    | Garçons           | 15       |
| CM1    | Filles            | 20       |
| CM2    | Garçons           | 4        |
| CM2    | Filles            | 9        |
| Total  | Garçons et filles | 187      |

Les campagnes d’alphabétisation se tiennent chaque année sous des paillottes. Le village avait un centre d’alphabétisation construit en matériaux locaux qui est en ruine actuellement.

#### Santé

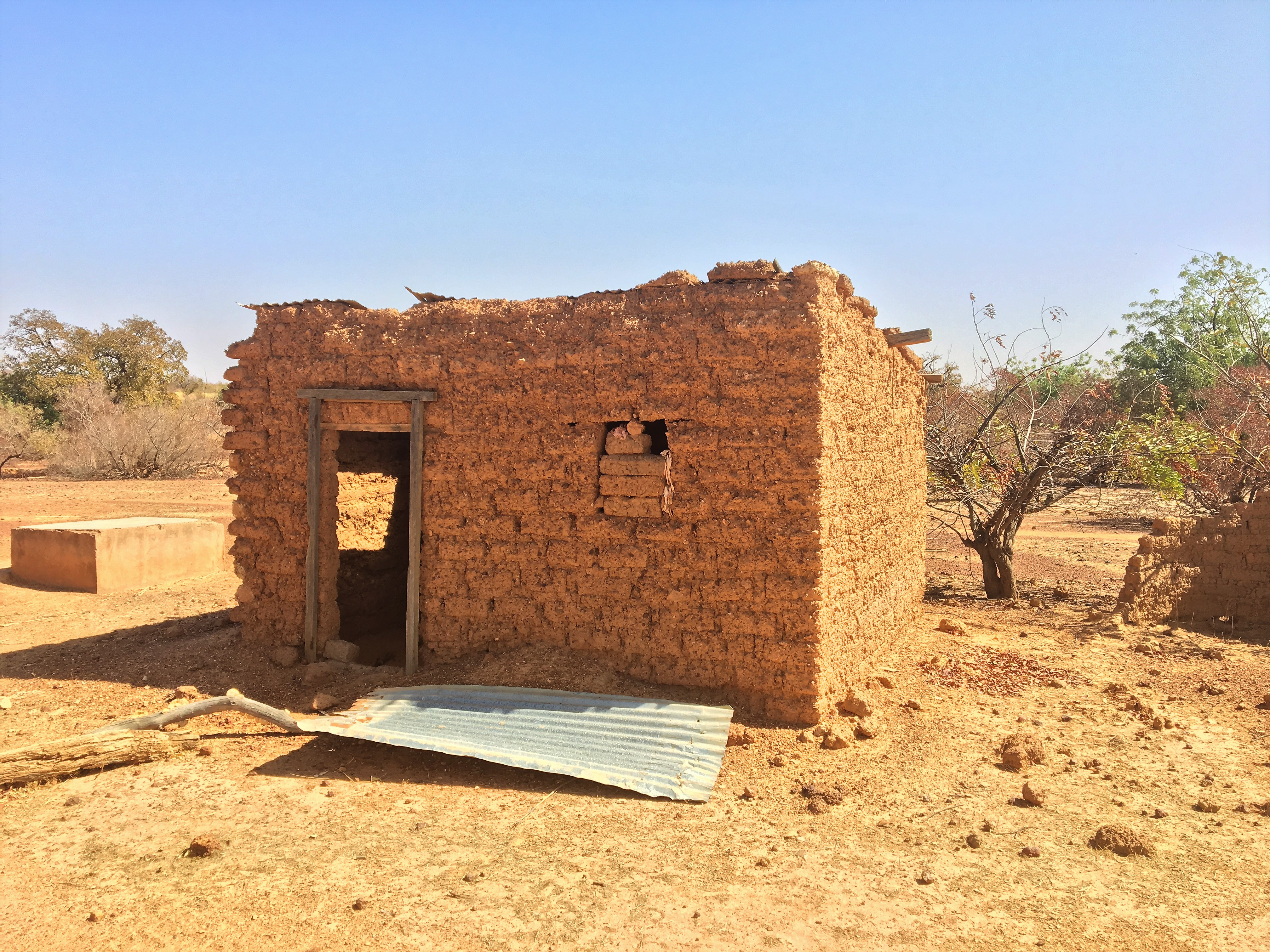
PSP de Ouazélé.

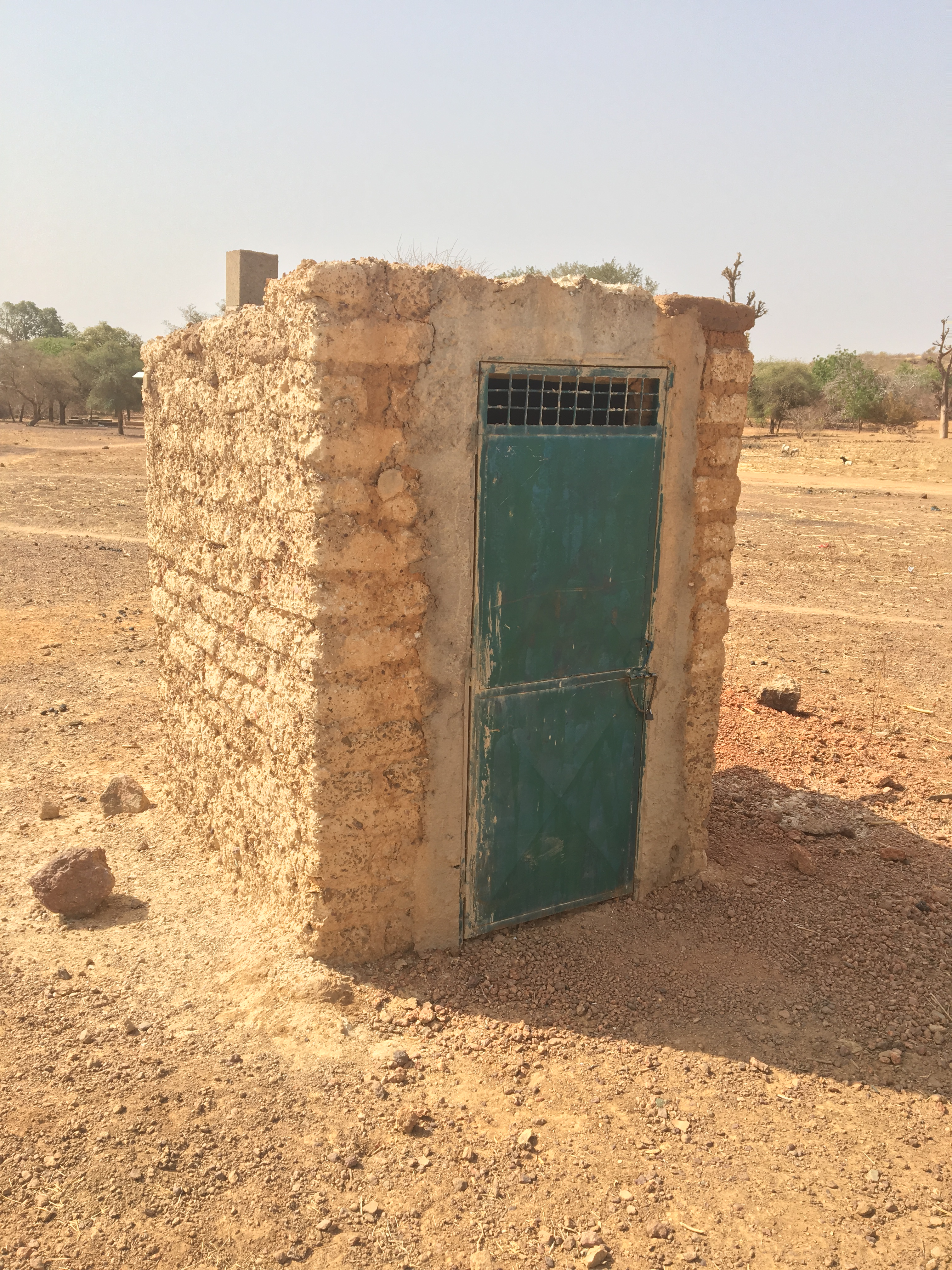
Exemple d'une latrine de Ouazélé.

En ce qui concerne la santé, l'accessibilité aux infrastructures (Centre de Santé et de Promotion Sociale, CSPS) est jugée "normale" lorsque la distance est parcourue en 30 minutes, ce qui peut correspondre à environ 2-3 km à pied ou 5 km à vélo. Il n’y a pas de formation sanitaire dans le village, les habitants se soignent au CSPS de Sabcé qui est à 6 km. Au regard de cette distance on peut conclure que l’accès de la population à la santé est acceptable. Pour le suivi des femmes enceintes le village avait construit un PSP (Poste de Santé Primaire). Ce PSP est en ruine actuellement (2016).

#### Eau et assainissement

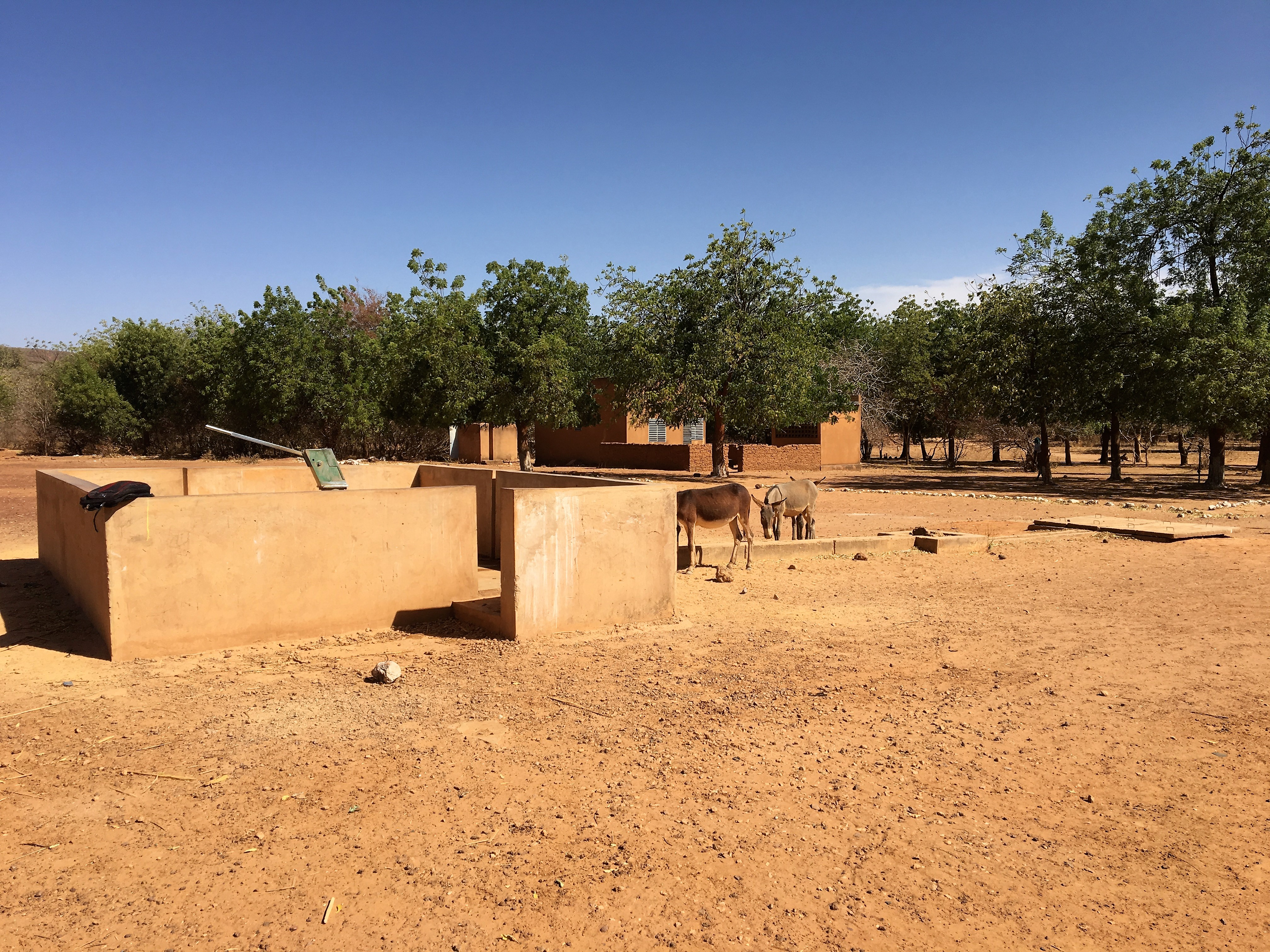
Forage scolaire de Ouazélé, construit en 2013.

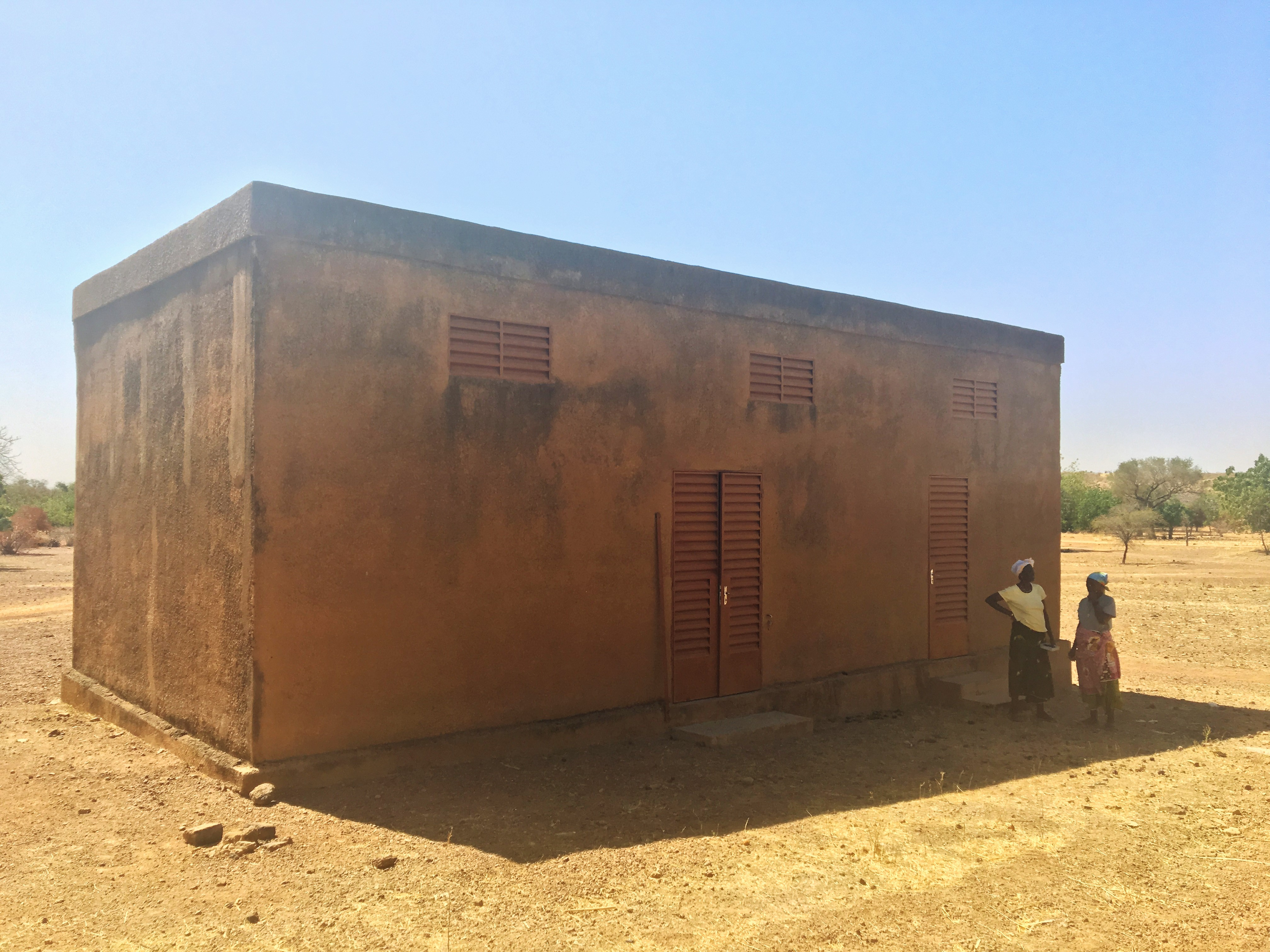
Banque de céréales de Ouazélé.

En ce qui concerne l'approvisionnement en eau potable, l'accessibilité aux forages ou bornes-fontaines est jugée "normale" lorsque la distance est parcourue en 30 minutes, ce qui peut correspondre à environ 1-2 km. Par ailleurs un ouvrage doit couvrir une population d'environ 300 habitants. Le village dispose de 4 forages dont un pour l’école et les 3 pour la communauté, on note aussi la présence d’un puits busé. Ce constat montre que l’accès à l’eau potable dans le village est acceptable.
Le village dispose d’un important cours d’eau qui s’écoule du nord vers le sud. Ce bassin versant a fait l’objet d’une étude en vue de la réalisation d’un micro-barrage et d’aménagement d’un périmètre irrigué pour le village.

#### Infrastructures religieuses

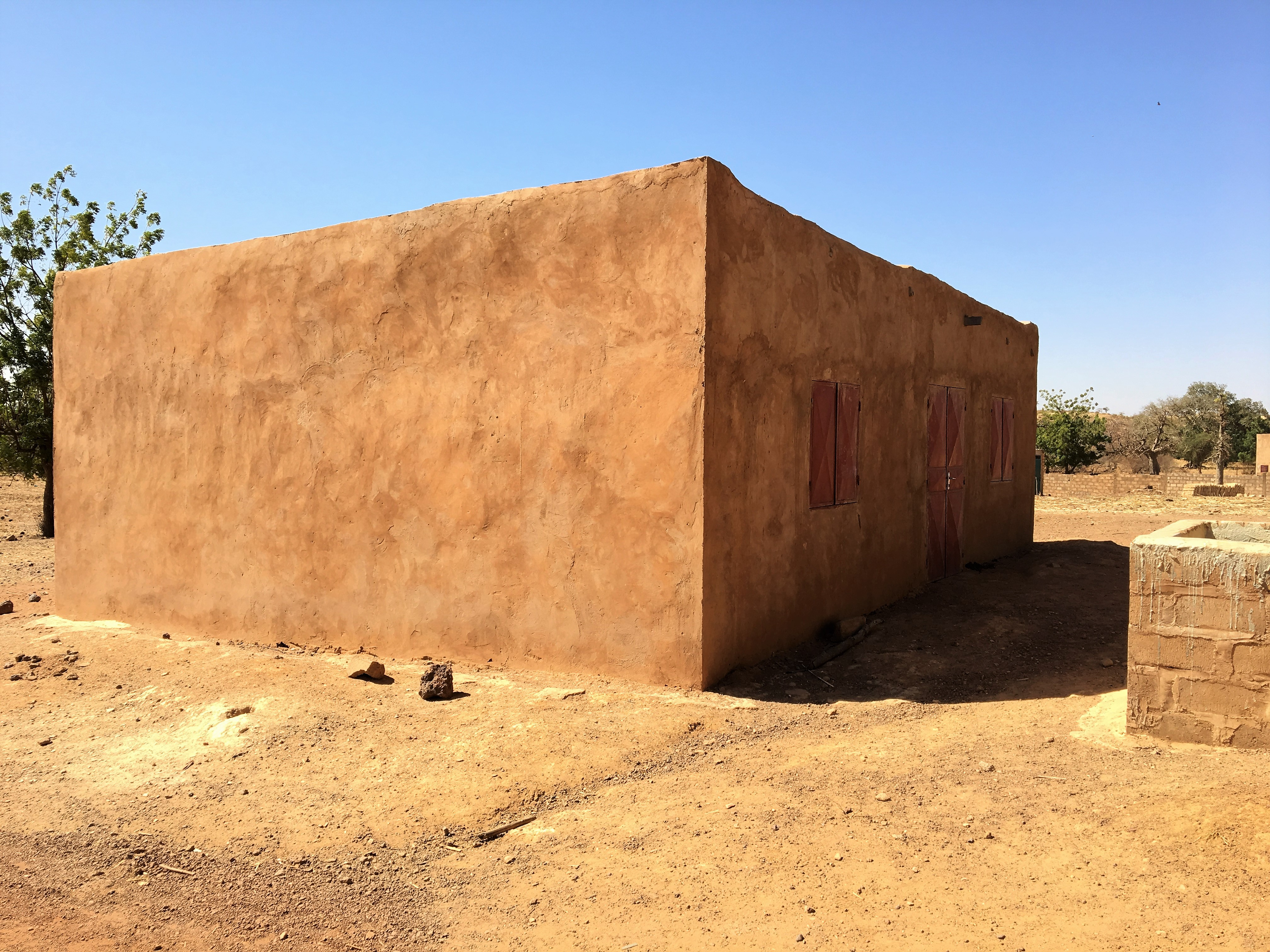
Nouvelle église catholique de Ouazélé, construite en 2016.

Le village dispose d’une mosquée et d’une église catholique. Ces deux infrastructures sont au centre du village et sont proches l’une de l’autre.

#### Banque de céréales
Ouazélé dispose d'une banque de céréales qui est fréquemment approvisionné. Cette unité permet aux habitants d’avoir des céréales à moindre cout durant les périodes de soudure.

## Économie

### Agriculture
L’économie du village se résume essentiellement à la pratique de l’agriculture. Tous les habitants sont des agriculteurs. L’agriculture est pratiquée seulement en saison pluvieuse car les ressources en eau sont rares et ne permettent pas la culture de contre-saison. C’est une agriculture de subsistance, tributaires des aléas climatiques et les moyens matériels utilisés sont de type aratoires (dabas, pioches). Très peu de paysans cultivent avec les charrues tractées avec des ânes ou des bœufs. Au regard de tous ces facteurs peu favorisants, la productivité reste faible.
Les principales cultures sont le sorgho, le petit mil et le maïs qui constituent environ 80 % des productions.
En plus des céréales on y cultive le haricot, l’arachide, le sésame, le poids de terre, les aubergines, le piment et le tabac. En vue de renforcer les capacités de production agricoles, 4 associations villageoises mettent l’accent sur le renforcement des techniques de CES/DRS (Conservation des Eau et Sols/Défense et Restauration des Sols). Le maraîchage est peu pratiqué par le manque de ressource en eau de surface.

### Élevage

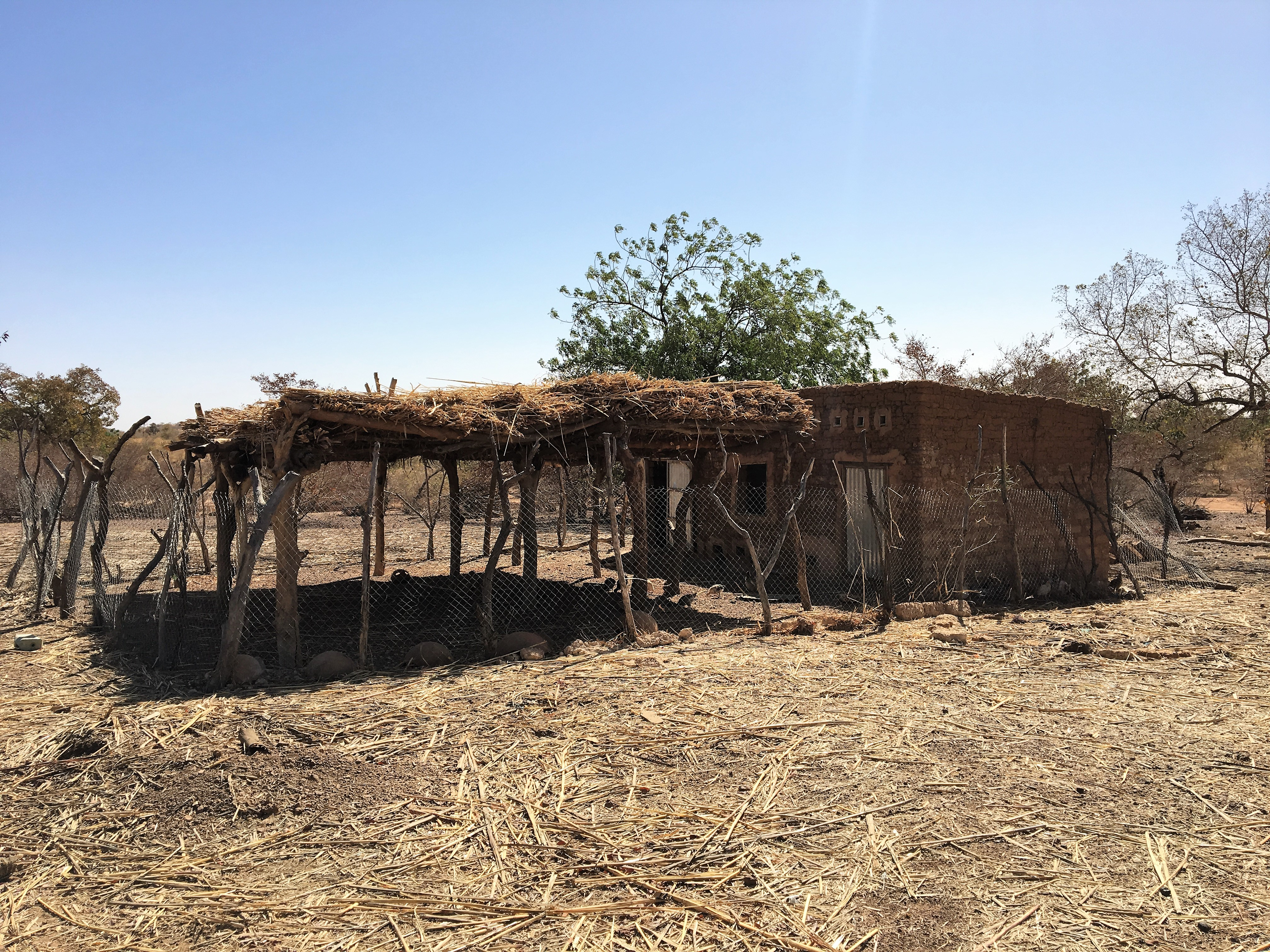
Élevage de poules à Ouazélé.

L’élevage est la deuxième activité après l’agriculture et est pratiqué de manière traditionnelle. Il est de type extensif, avec une alimentation essentiellement basée sur le fourrage nature. Les principales espèces sont les caprins, les bovins, les porcins et la volaille. Certains membres de la communauté pratiquent l’embouche des animaux. Une ONG a appuyé les femmes du village pour l’élevage à travers la dotation des animaux (moutons, et chèvres). Le village n’a pas de parcs de vaccination de bétail et ne dispose pas d’un marché. Pour la vente de la production animale, les habitants se rendent aux grands marchés de Yilou, de Sabcé et de Kongoussi et aussi dans les petits marchés de Zandkom et Rouko. Le manque d’eau de surface est une contrainte qui affecte l’activité pastorale. En saison sèche, il y a d’énormes difficultés concernant l’accès à l’eau pour l’abreuvement du cheptel du village.

### Orpaillage
Le village ne dispose pas de site d’orpaillage. Quelques femmes du village et certains jeunes sans emploi vont travailler dans les sites du village de Zandkom durant la saison sèche. Cette activité leur permet d’avoir un peu de revenu pour satisfaire leurs besoins. 

### Artisanat
L’artisanat se résume à la confection des paniers, la confection des pailles et de secco pour les habitations et les greniers, le tissage, la confection des cordes et la forge.